# 久坂玄瑞

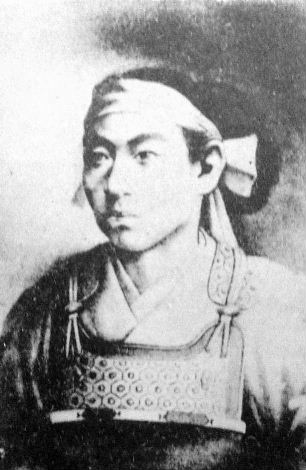
久坂玄瑞

久坂 玄瑞（くさか げんずい、天保11年（1840年）- 元治元年7月19日（1864年8月20日）），幕末長州藩士。幼名秀三郎，名通武，通稱為實甫、誠和義助。妻為吉田松陰的妹妹杉文。長州藩尊皇攘夷派的中心人物。死後追贈正四位品秩。

## 生平
為長門国萩平安古（現為山口縣萩市）藩醫久坂良迪的三男。少時曾進入藩校明倫館學習醫學和洋書，安政3年（1856年）17歳時，前往九州遊学。在拜訪宮部鼎藏時，聽聞吉田松陰之名。歸藩後進入松下村塾，與高杉晉作、吉田稔麿並稱為「村塾三秀」。松陰很賞識久坂的才能，認為他是長州第一俊才，並將妹妹杉文嫁予他。
安政5年（1858年），前往京都・江戶遊學，在松陰因為安政大獄而被處死後，他開始成為尊王攘夷運動的前鋒。
因為長井雅樂的「航海遠略策」，使得藩論開始傾向於公武合體論，久坂和同志於文久2年（1862年）一起上京並致力於扭轉藩論。同年10月，與督促幕府攘夷的勅使三條實美、姊小路公知一起進入江戶並和高杉組成御楯組。12月，將品川御殿山建設中的英國公使館燒毀。
之後，經由水戸、信州進入京都，文久3年（1863年）1月27日，在京都翠紅館和各藩士會合。從四月開始，以京都藩邸御用掛的身份規畫攘夷祈願的行幸活動。在幕府上奏攘夷期限5月10日的前後歸藩，於下關組成光明寺黨並且迎來中山忠光擔任領袖參與外國艦船砲撃事件。這時久坂改名為義助，而且再度入京，策畫尊王攘夷激進派和大和行幸（天皇親征）的計畫。
同年因為「八月十八日政變」，長州藩勢力遭逐出京都，久坂是時以京都詰政務座的身份留在京都並且圖謀東山再起，但在翌年元治元年（1864年）6月，池田屋事件的悲劇造成藩內進攻京都的意見開始沸騰，於是久坂和來島又兵衛、真木和泉兩人一起率軍東上，7月19日，在京都蛤御門（今京都市上京區）處與會津藩、桑名藩軍隊發生衝突，一度攻入京都御所內，但在薩摩藩來援而潰敗，久坂與寺島忠三郎一起在鷹司輔熙邸内自殺，史稱「禁門之變」或「蛤御門之變」。
明治7年所發行的義烈回天百首有收錄他寫的和歌。
時鳥 血爾奈く声盤有明能 月与り他爾知る人ぞ那起
（ほととぎす ちになくこえは ありあけの つきよりほかに しるひとぞなき）

## 登場作品
小說
- 花冠的志士：小說久坂玄瑞（文藝春秋、古川薰（日语：古川薫）著）
- 久坂玄瑞（PHP研究所、立石優（日语：立石優）著）
- 久坂玄瑞之妻（河出書房新社、田鄉虎雄（日语：田郷虎雄）著）
- 宛如疾風 久坂玄瑞篇（講談社、富樫倫太郎（日语：富樫倫太郎）著）
- 松下村塾之夢：久坂玄瑞卓立（BookWay、著）
- 維新俠艷錄（中央公論新社、井筒月翁著）

影視劇
- 維新之曲（日语：維新の曲）（1942年、大映、演：島田敬一）
- 幕末太陽傳（日语：幕末太陽傳）（1957年、日活、演：小林旭）
- 高杉晉作（日语：高杉晋作 (テレビドラマ)）（1963年、ANB、演：田原弘二郎）
- 幕末（1964年、TBS、演：蜷川幸雄）
- 少年高杉晋作（1967年、NET、演：勝部演之）
- 龍馬來了（1968年、NHK大河劇、演：津川雅彥）
- 人斬（1969年、大映、演：波多野憲）
- 吉田松陰（日语：吉田松陰 (テレビドラマ)）（1969年、KTV、演：夏八木勳（日语：夏八木勲））
- 天皇的世紀（日语：天皇の世紀#第一部（テレビドラマ））（1971年、ABC、演：田村亮）
- 勝海舟（日语：勝海舟 (NHK大河ドラマ)）（1974年、NHK大河劇、演：山崎一雄）
- 花神（日语：花神 (NHK大河ドラマ)）（1977年、NHK大河劇、演：志垣太郎）
- 風在燃燒（日语：風が燃えた）（1978年、TBS、演：長塚京三）
- 德川一族的崩壞（日语：徳川一族の崩壊）（1980年、東映、演：白井滋郎）
- 奇兵隊（日语：奇兵隊 (テレビドラマ)）（1989年、NTV、演：永島敏行）
- 宛如炎光 吉田松陰（1991年、KRY、演：長谷川初範）
- 龍馬來了（日语：竜馬がゆく#1997年版）（1997年、TBS、演：袴田吉彦）
- 德川慶喜（1998年、NHK大河劇、演：小井塚登）
- 蒼天之夢（日语：世に棲む日日#蒼天の夢）（2000年、NHK、演：關口知宏）
- 新選組！（2004年、NHK大河劇、演：池内博之）
- 龍馬來了（日语：竜馬がゆく#2004年版）（2004年、TX、演：高橋和也）
- 長州五傑（2006年、Libero、演：增澤望（日语：増澤ノゾム））
- 篤姬（2008年、NHK大河劇、演：東武志）
- 仁者俠醫（2009年、TBS、演：林泰文）
- 獄中花開（2010年、Thanks Lab、演：梅林亮太）
- 龍馬傳（2010年、NHK大河劇、演：矢部享祏（日语：やべきょうすけ））
- 鮮為人知的幕末志士：山田顯義物語（日语：知られざる幕末の志士 山田顕義物語）（2012年、MBS、演：正木蒼二）
- 八重之櫻（2013年、NHK大河劇、演：須賀貴匡）
- 花燃（2015年、NHK大河劇、演：東出昌大）
- 西鄉殿（2018年、NHK大河劇、演：二神光）
- 燃劍（日语：燃えよ剣#2020年版）（2020年、東寶、演：石田佳央）